# Konkurs architektoniczny
Konkurs architektoniczny – konkurs w dziedzinie architektury, najczęściej na najlepszą koncepcję lub na najlepszy projekt architektoniczny zagospodarowania danego terenu lub danego obiektu.

## Definicja
Konkurs architektoniczny - publiczne przyrzeczenie nagrody za najlepszą pracę z dziedziny organizowania przestrzeni - architektury, spełniającą przyrzeczone warunki, z określonym terminem ubiegania się o nagrodę w rozumieniu art. 919-921 Kodeksu cywilnego.

### Publiczny charakter
Publiczny charakter przyrzeczenia polega na zaadresowaniu przyrzeczenia nagrody do publiczności, czyli do osób nieoznaczonych imiennie, które przyrzekający nagrodę chce zainteresować wykonaniem najlepszego rozwiązania zadania konkursowego, aby przez to wykluczyć zainteresowanie osobą, która tę pracę wykona.
Przyrzeczenie publiczne wymaga takiego podania do publicznej wiadomości warunków ubiegania się o nagrodę, aby mogły dotrzeć do nie dającej się z góry określić liczby osób nieoznaczonych imiennie, posiadających zdolność rozwiązania zadania konkursowego na poziomie oczekiwanym przez organizatora konkursu.

### Przedmiot konkursu
Przedmiotem konkursu jest jednostronne i nieodwołalne zobowiązanie organizatora do dokonania wyboru najlepszej z prac spełniających przyrzeczone warunki i jej nagrodzenia przyrzeczoną nagrodą. Oznacza to, że organizator po ogłoszeniu konkursu nie może się wycofać z danego przyrzeczenia, ani zmieniać terminów lub warunków konkursu [patrz art. 919 Kodeksu cywilnego: Kto przez ogłoszenie publiczne przyrzekł nagrodę za wykonanie oznaczonej czynności, obowiązany jest przyrzeczenia dotrzymać].
Konkurs nie dochodzi do skutku, jeżeli w oznaczonym terminie nie wpłyną co najmniej dwie prace spełniające warunki konkursu, gdyż wówczas zobowiązanie organizatora konkursu do wyboru pracy najlepszej pozostaje bezskuteczne.

### Zasady konkursu
Z prawnej definicji przyrzeczenia publicznego wynikają podstawowe zasady konkursu:
- zasada nagradzania – polegająca na nagrodzeniu najlepszej z prac konkursowych przyrzeczoną nagrodą,
- zasada anonimowości – polegająca na oddzieleniu znajomości nadesłanych prac od znajomości ich autorów,
- zasada niezależności – polegająca na wykluczeniu relacji zależności między stronami, mogących prowadzić do konfliktów interesów zagrażających bezstronności i neutralności ich działań lub wypowiedzi,
- zasada publikacji – polegająca na podaniu do publicznej wiadomości konkursu i osiągniętych rezultatów.

### Anonimowość
Publiczny charakteru konkursu wymaga zachowania anonimowości uczestników do chwili rozstrzygnięcia konkursu. Anonimowość uczestników uchyla się po ogłoszeniu rozstrzygnięcia konkursu.
Dopuszczony sposób kontaktu uczestnika z organizatorem musi wykluczać identyfikację uczestnika do chwili ogłoszenia rozstrzygnięcia konkursu.

### Prawa autorskie
Autorskie prawa majątkowe do wykorzystania prac nadesłanych na konkurs podlegają ochronie.
Nadesłanie pracy konkursowej nie przenosi na organizatora konkursu praw do wykorzystania pracy w innym celu i obszarze eksploatacji niż tylko przeprowadzenie konkursu i publikacja jego rezultatów.
Przeniesienie praw autorskich do wykorzystania prac w innym niż konkurs celu i obszarze eksploatacji, wymaga zawarcia umowy. Jeżeli organizator konkursu zastrzega przeniesienie praw do realizacji nadesłanych prac, istotne warunki umowy muszą być określone w warunkach konkursu.
Autor pracy konkursowej przenosi na organizatora konkursu prawa do wykorzystania pracy konkursowej:
- do przeprowadzenia konkursu, oceny prac i publikacji rezultatów konkursu - z chwilą wysłania pracy na konkurs,
- do innych niż konkurs celów określonych w warunkach konkursu - z chwilą przyjęcia przyrzeczonej nagrody,
- w celu realizacji nadesłanej pracy konkursowej - z chwilą zawarcia po konkursie umowy na zasadzie swobody zawierania umów.
Praca uczestnika przesłana na konkurs nie może być traktowana jak oferta w przetargu, czyli jak nieodwołalne zobowiązanie oferenta do zawarcia umowy na warunkach organizatora określonych w warunkach konkursu, ponieważ praca konkursowa nie jest ofertą, podobnie jak konkurs nie jest przetargiem.

## Rodzaje konkursu architektonicznego
Rodzaj konkursu wynika z przedmiotu zadania konkursowego:
- konkurs na koncepcję – gdy przedmiotem zadania są elementy koncepcji lub analizy założeń i koncepcji łącznie, przedmiotem pracy są rozwiązania ogólne do sprecyzowania po konkursie, a celem jest podjęcie decyzji rozstrzygających główne założenia i wybór kierunku opracowania projektu,
- konkurs na projekt – gdy przedmiotem zadania są elementy projektu lub koncepcji i projektu łącznie, przedmiotem pracy są szczegółowe rozwiązania architektoniczno-konstrukcyjne, a celem jest podjęcie decyzji o wyborze rozwiązań do sprecyzowania w projektach wykonawczych,
- konkurs na realizację – gdy przedmiotem zadania są elementy projektu i dokumentacji wykonawczej na podstawie określonej koncepcji i zdefiniowanych parametrów jakości, przedmiotem pracy są szczegółowe rozwiązania architektoniczno-konstrukcyjne, wymagające współpracy architektów, inżynierów i wykonawców, a celem jest zawarcie umów o realizację inwestycji.

## Formy konkursu architektonicznego
Forma konkursu wynika z zasięgu uczestnictwa i procedury kwalifikacji prac:
- konkurs otwarty – jeżeli nie występują kryteria ograniczające zasięg uczestnictwa,
- konkurs ograniczony – jeżeli warunkiem ubiegania się o nagrodę jest spełnienie kryteriów kwalifikacji zawodowych, ograniczających zasięg uczestnictwa do określonego zawodu lub kryteriów położenia geograficznego, ograniczających zasięg uczestnictwa do określonego obszaru geograficznego,
- konkurs zamknięty – jeżeli warunkiem ubiegania się o nagrodę jest spełnienie innych kryteriów niż w konkursie ograniczonym, w tym kryteriów uznaniowych,
- konkurs jednoetapowy – jeżeli kwalifikacja, ocena, klasyfikacja prac i rozstrzygnięcie konkursu odbywa się w jednym etapie,
- konkurs w kilku etapach – jeżeli warunkiem dopuszczenia pracy do etapu rozstrzygającego konkurs, jest kwalifikacja pracy w etapach poprzedzających.

## Nagrody w konkursie
Organizator konkursu przyrzeka dowolnie nagrody dające uczestnikom wystarczającą motywację do wykonania i zgłoszenia najlepszego rozwiązania zadania konkursowego w formie pracy spełniającej warunki konkursu. Wysokość nagrody za najlepszą pracę uwzględnia motywacyjną funkcję nagrody, jest przyrzeczona jednoznacznie i nie podlega zmianie.
Nagroda za najlepszą pracę nie może być przyznana ex-aequo, gdyż oznaczałoby to niedotrzymanie zobowiązania wyboru pracy najlepszej.
Nie mogą być nagrodą w konkursie korzyści przyszłe i niepewne, przyrzeczenie zawarcia umowy, honoraria lub wynagrodzenia, a nagroda nie może być zaliczką na poczet honorariów lub wynagrodzeń.

### Formy nagród
Formami nagród utrwalonymi w praktyce konkursów architektonicznych są:
- nagroda – oznacza nagrodę pieniężną, którą można przyznać wyłącznie pracy spełniającej warunki konkursu,
- wyróżnienie – oznacza nagrodę pieniężną, którą można przyznać pracy wybitnej, lecz niespełniającej warunków konkursu, a jej wysokość nie może przekraczać najniższej nagrody,
- zwrot kosztów – oznacza nagrodę pieniężną, którą można przyznać pracom zakwalifikowanym do etapu rozstrzygającego konkurs, a jej wysokość musi być równa dla wszystkich prac zakwalifikowanych.

## Organizacja konkursu
Istotne dla organizacji konkursu architektonicznego aspekty przyrzeczenia publicznego.

### Organizator konkursu
Organizator jest w konkursie zobowiązanym do wyboru najlepszej pracy spełniającej warunki przyrzeczenia i do wypłaty jej autorowi przyrzeczonej nagrody.
Obowiązkiem organizatora jest:
- określenie celu konkursu tj. decyzji, które zamierza podjąć na podstawie konkursu, zasad konkursu, zadania konkursowego, nagrody za najlepszą pracę i warunków ubiegania się o nagrodę,
- powołanie sądu o kwalifikacjach zapewniających profesjonalną ocenę prac, niezależne rozstrzygnięcie konkursu i nadzór nad prawidłową realizacją warunków konkursu,
- opracowanie i udostępnienie uczestnikom konkursu materiałów niezbędnych do rozwiązania zadania konkursowego na poziomie oczekiwanym przez organizatora,
- ogłoszenie, przeprowadzenie i rozstrzygnięcie konkursu zgodnie z przyrzeczonymi warunkami,
- publikacja konkursu i osiągniętych w konkursie rezultatów.

### Uczestnicy konkursu
Uczestnik konkursu jest stroną uprawnioną do ubiegania się o przyrzeczoną nagrodę przez zgłoszenie jednej pracy i do czynnego udziału przez wniesienie do organizatora zapytania, wniosku lub protestu.

### Sąd Konkursowy
Sąd Konkursowy jest przez organizatora konkursu powoływany do oceny i wyboru najlepszej z prac spełniających warunki konkursu oraz sprawowania nadzoru nad przeprowadzeniem konkursu.

#### Misja Sądu
Sąd Konkursowy powinien dla uczestników i organizatora pełnić rolę gwaranta profesjonalnej oceny prac i wyboru pracy najlepszej oraz prawidłowej realizacji warunków przyrzeczenia.

#### Skład Sądu
Aby sąd konkursowy mógł wypełnić misję, do której jest powołany, musi być:
- profesjonalny – przez co należy rozumieć, że większość sędziów posiada kwalifikacje zawodowe co najmniej takie, jakie oczekiwane są od uczestników konkursu,
- niezależny – przez co należy rozumieć, że większość sędziów jest niezależna od organizatora,
- bezstronny – przez co należy rozumieć wykluczenie uprzedzeń sędziów do autorów prac przez bezwzględną realizacją zasad niezależności i anonimowości,
- obiektywny – przez co należy rozumieć zobowiązanie każdego z sędziów do oceny wszystkich prac według tych samych kryteriów.

W przypadku zadania dotyczącego wielu specjalności lub dyscyplin, większość składu sądu powinni stanowić przedstawiciele zawodów interdyscyplinarnych, reprezentujących ogół specjalności lub dyscyplin, których dotyczy zadanie konkursowe.
Jeżeli konkurs skierowany jest do adresatów poza terenem właściwości terytorialnej organizatora konkursu, część sędziów powinna być powołana spoza terenu właściwości terytorialnej organizatora.

## Ogłoszenie konkursu
Istotne dla organizacji konkursu architektonicznego elementy do przygotowania przed ogłoszeniem konkursu.

### Ogłoszenie konkursu
Ogłoszenie konkursu określa warunki przyrzeczenia publicznego podawane do wiadomości publicznej w sposób umożliwiający ich dotarcie do adresatów konkursu i określa co najmniej:
- nazwę i adres organizatora konkursu.
- cel, rodzaj i formę konkursu,
- przedmiot zadania konkursowego,
- nagrodę za najlepszą pracę,
- skład sądu konkursowego, zastępców sędziów, ekspertów,
- termin i warunki ubiegania się o nagrodę,
- sposób udostępniania materiałów konkursowych.

### Materiały konkursowe
Materiały konkursowe obejmują rezultaty faz przygotowania inwestycji poprzedzających konkurs oraz informacje, materiały i dane niezbędne do rozwiązania zadania konkursowego w wymaganym zakresie i na oczekiwanym poziomie.

### Warunki konkursu
Przez warunki konkursu należy rozumieć dokumenty, materiały i informacje podawane do wiadomości publicznej, precyzujące warunki przyrzeczenia publicznego, w tym, nagrodę za najlepszą pracę, skład sądu konkursowego, program konkursu, warunki uczestnictwa, zasady konkursu oraz odpowiedzi organizatora na zapytania i wnioski zainteresowanych uczestnictwem w konkursie.

### Program konkursu
Program konkursu precyzuje zadanie konkursowe i wymagania stawiane pracy konkursowej, których spełnienie uprawnia do ubiegania się o przyrzeczoną nagrodę, kryteria kwalifikacji i oceny prac oraz materiały udostępniane zainteresowanym.

### Warunki uczestnictwa
Warunki uczestnictwa precyzują adresatów konkursu, obowiązujące terminy i wymagania procedury, których spełnienie jest warunkiem dopuszczenia pracy do konkursu oraz cel i obszar wykorzystania rezultatów konkursu.

## Kwalifikacja i ocena prac
(w budowie)